# As-Safsaf
As-Safsaf (arab. الصفصاف) – miejscowość w Syrii, w muhafazie Latakia. W 2004 roku liczyła 3259 mieszkańców.